# Eder Frayre
Eder Frayre Moctezuma (ur. 20 października 1991 w Ensenadzie) – meksykański kolarz szosowy. Olimpijczyk (2020).

## Osiągnięcia
Opracowano na podstawie:
2014
- 2. miejsce w mistrzostwach Meksyku (start wspólny)

2016
- 3. miejsce w mistrzostwach Meksyku (start wspólny)

2021
- 1. miejsce w mistrzostwach Meksyku (start wspólny)

## Rankingi
| Rok              | 2014 | 2015 | 2016 | 2017  | 2018  | 2019  | 2020 | 2021 | 2022  | 2023  |
| ---------------- | ---- | ---- | ---- | ----- | ----- | ----- | ---- | ---- | ----- | ----- |
| World Ranking    |      |      | 496. | 2021. | 1193. | 2250. | -    | 517. | 1936. | 1183. |
| UCI Asia Tour    | -    | -    | -    | 527.  | 214.  |       |      |      |       |       |
| UCI America Tour | 98.  | 280. | 27.  | 306.  | 262.  | 352.  | -    | 51.  | 303.  | -     |
|                  |      |      |      |       |       |       |      |      |       |       |
| Źródło: UCI      |      |      |      |       |       |       |      |      |       |       |